# لینک (فیلم ۱۹۸۶)
لینک یا پیوند (به انگلیسی: Link) فیلمی محصول سال ۱۹۸۶ و به کارگردانی ریچارد فرانکلین است. در این فیلم بازیگرانی همچون الیزابت شو، ترنس استامپ، دیوید اوهارا و لاینس روچ ایفای نقش کرده‌اند.